# José de Anchieta Fontana
 Ikke at forveksle med José de Anchieta.
José de Anchieta Fontana eller bare Fontana (31. december 1940 – 9. september 1980) var en brasiliansk fodboldspiller (forsvarer), der med Brasiliens landshold vandt guld ved VM i 1970 i Mexico. Han spillede i to af brasilianernes kampe under turneringen. I alt nåede han at spille otte landskampe.
Fontana spillede på klubplan primært for Vasco da Gama og Cruzeiro i hjemlandet.